# 2025年胡塞武裝導彈襲擊本-古里安國際機場
以色列夏令時間2025年5月4日，也門胡塞武裝向以色列特拉維夫發射一枚彈道導彈，擊中本-古里安國際機場主要航廈的外圍區域，現場留下彈坑，並造成一條道路及一輛車輛受損。以軍雖多次嘗試攔截，但防空系統未能成功擊落該導彈。事件中共8人受傷，其中2人在前往防空避難所途中被波及。襲擊發生後，航班運作一度全面暫停，多間主要航空公司亦宣佈取消數天內的航班。以色列機場管理局指出，這是首次有導彈擊中距離本國主要機場如此接近的地點。

## 襲擊
以色列夏令時間5月4日早上約9時30分，也門胡塞武裝發射一枚高超音速彈道導彈襲擊特拉維夫。據胡塞方面聲稱，該導彈具備隱形技術，射程達2,150（1,340英里），飛行速度為音速16倍。以軍雖動用美國製造的薩德反導彈系統及箭-3防禦系統多次嘗試攔截，仍未能成功擊落。導彈最終落在本-古里安國際機場主要航廈附近，現場出現一個巨型彈坑，並導致一條道路及一輛車輛受損，事件中共有8人受傷。
目擊影片顯示，導彈落地前有多名司機在公路上緊急停車，隨後在機場附近升起一股黑煙。以色列國防軍表示，攔截失敗與發射攔截器時出現的技術問題有關，但同時指出，導彈偵測系統本身運作正常，未見異常。
襲擊令機場一度停飛，部分航班需改道。機場所有出入口曾一度關閉，鐵路服務亦隨即暫停。多間大型航空公司隨後宣佈取消未來數日航班，包括英國航空、漢莎航空、歐洲航空、法國航空、瑞士國際航空、奧地利航空、布魯塞爾航空、瑞安航空及維茲航空。

## 分析
以色列陸軍電台的軍事分析員阿米爾·巴爾·沙洛姆評論指，該次導彈攻擊「若真從2,000公里外發射而能準確命中，的確相當驚人」，並強調「這類威脅不容忽視，必須嚴肅應對」。

## 後續
襲擊發生的翌日，以色列空軍出動逾30架戰機，對荷台達展開空襲，針對9個胡塞目標共投擲約50枚彈藥。被攻擊的設施包括位於城東的Bajil水泥廠。據也門消息指，該廠遭轟炸後出現死傷。親胡塞媒體報道，事件中造成兩人死亡、42人受傷。以色列一名安全消息人士表示：「我們摧毀了荷台達港口及用作製造武器的混凝土工廠。」其後一日，以色列又轟炸薩那國際機場，令其基本癱瘓。

## 反應
- 胡塞运动： 胡塞武裝宣稱對導彈襲擊負責，指此舉是為抗議以色列在加沙地帶的「種族滅絕」。發言人葉海亞·薩里在電視聲明中表示，本-古里安國際機場「已不再適合作為航空樞紐」，並強調「美國與以色列的防空系統未能攔截目標機場的導彈」[2][3]。胡塞高層穆罕默德·巴希提指出，成功發射高超音速導彈命中機場，證明「我們有能力打擊以色列的高防禦設施」[6]。胡塞組織其後揚言，將持續攻擊以色列各地機場，對以色列實施「全面空中封鎖」[2]。
- 以色列：總理本雅明·內塔尼亞胡表示，以色列將在「自行選擇的時間與地點」回應這次襲擊，並矛頭直指「伊朗的恐怖主子」。他補充指：「美國正與我們協同行動，並已一同展開行動[3]。」國防部部長伊斯雷爾·卡茨亦稱：「凡攻擊我們者，我們將七倍奉還。」其言論似乎引用自《妥拉》[1]。
- 美国：國家安全會議官員詹姆斯·休伊特回應事件時指出，美軍將繼續打擊胡塞武裝，強調「特朗普政府堅決致力於阻止胡塞組織破壞紅海航運自由的能力」[13]。同日，美軍空襲薩那以南的al-Sawad地區，投下三枚炸彈[14]。
- 哈馬斯：哈馬斯對這次襲擊表示支持，並讚揚也門是「巴勒斯坦的兄弟之邦」，指其「在面對殘暴壓迫下，仍堅持抗爭，拒絕屈服與失敗」[3]。
- ：南方過渡委員會駐聯合國代表薩默·艾哈邁德譴責這次襲擊是「明顯的恐怖主義行為」，並形容這是「胡塞武裝一貫侵略行動的一部分」[15]。
- 伊朗：面對外界質疑其應為胡塞行動負責，國防部部長阿齊茲·納西爾扎德發出警告，若伊朗遭受攻擊，將會反擊美國與以色列的軍事基地、利益與駐軍[7]。